# Vitling
Vitlingen, Merlangius merlangus, är en art i familjen torskfiskar.

## Utseende
Färgen varierar; upptill är den gulbrun, grön- eller blåaktig. Sidorna är ljusare, gulgråsilvriga, medan buken oftast är rent silverfärgad till vit. Ofta har också vitlingen en mörk fläck vid roten av bröstfenan. Längden är vanligen 30 till 40 centimeter, men exemplar så stora som 70 centimeter har hittats. Unga exemplar kan ha en liten skäggtöm, men den försvinner vid könsmognaden. 
Vitlingen kan väga över 3 kilogram och bli åtminstone 20 år gammal.

## Utbredning
Vitlingen förekommer huvudsakligen i Nordsjön runt Skandinaviens och Storbritanniens kuster ända upp till Nordkap (dock sällsynt norr om Trondheim), men även i södra Östersjön, runt Island och Färöarna, samt i Medelhavet och Svarta havet. Ungfiskarna uppehåller sig i kustnära vatten, men vid 1 till 2 års ålder drar den sig ut mot öppna havet. 
Vitlingen återfinns vanligen mellan 30 och 100 meter, men kan gå så djupt som 200 meter. Den föredrar leriga bottnar med småsten, men också sand- och klippbotten. Den äter räkor, krabbor, mollusker och små fiskar med mera. Vitlingen förekommer både i stim och ensam.
Vitlingen rödlistades 2010 som sårbar i Sverige.

## Fortplantning
Vitlingen leker under januari till juli på ned till 100 meters djup, där honan i omgångar lägger upptill 300 000 pelagiska ägg. Ynglen, som också är pelagiska, uppehåller sig på 20 till 30 meters djup, gärna intill maneter och deras tentakler. 
Vitlingen blir könsmogen vid 2 till 3 års ålder.

## Ekonomisk betydelse
Vitlingen är en god matfisk som fångas i stor skala. Under första och andra världskriget var vitlingen betydligt vanligare än nu i Sverige och ofta den fisk som erbjöds då den fanns i riklig mängd till överkomligt pris, i fiskesamhällena i Skåne inte minst. Därför fick vitlingen ett rykte som "skräpfisk" i den äldre generationen och många ratar den än idag.[källa behövs]